# Huehue Huitzilihuitl
Huehue Huitzilihuitl, noto anche come Huitzilihuitl il Vecchio per distinguerlo dal Huitzilíhuitl che regnò su Tenochtitlán (1227 – 1299), fu il tlatoani dei Mexica nel periodo in cui erano insediati a Chapultepec, nel XIII secolo (1272-1299).

## Biografia
Quando i Mexica furono attaccati e cacciati da Chapultepec, Huehue Huitzilihuitl fu catturato e condotto a Culhuacan assieme alla figlia, dove entrambi furono sacrificati. I Mexica non vennero più guidati da un tlatoani prima di insediarsi a Tenochtitlán, dove Acamapichtili fu nominato leader.